# Microrregión de Patrocínio
La microrregión de Patrocínio era una de las microrregiones del estado brasileño de Minas Gerais. Pertenecía a la mesorregión del Triángulo Minero y Alto Paranaíba.
Su población fue estimada en 2007 por el IBGE en 204.279 habitantes y estaba dividida en once municipios. Poseía un área total de 11.980,07 km².
En 2017, el Instituto Brasileño de Geografía y Estadística (IBGE) disolvió las mesorregiones y microrregiones, creando un nuevo marco regional con nuevas divisiones geográficas denominadas, respectivamente, regiones geográficas intermedias e inmediatas.

## Municipios
- Abadia dos Dourados
- Coromandel
- Cruzeiro da Fortaleza
- Douradoquara
- Estrela do Sul
- Grupiara
- Iraí de Minas
- Monte Carmelo
- Patrocínio
- Romaria
- Serra do Salitre